# Tephrosia elliottii
Tephrosia elliottii là một loài thực vật có hoa trong họ Đậu. Loài này được (Nutt.) Benth. miêu tả khoa học đầu tiên năm 1838.